# La linea di demarcazione
La linea di demarcazione (La Ligne de démarcation) è un film del 1966 diretto da Claude Chabrol.

## Trama
La storia di una Resistenza "minore" nella Francia occupata dai tedeschi, in un paesino che si trova proprio sul fiume che segna la linea di confine con la Francia di Vichy.
Gli abitanti vanno avanti con la loro vita; i più meschini cercano di trarre vantaggio dalla situazione, chi col mercato nero e chi traghettando a caro prezzo dall'altra parte del fiume quanti sono perseguitati dai nazisti.
Alcuni agenti della resistenza vengono paracadutati per errore sulla sponda sbagliata del fiume e, per salvare l'unico sopravvissuto, tutto il villaggio si mobilita, con l'eccezione dei soliti collaborazionisti.